# سیارک ۱۲۴۱۴
سیارک ۱۲۴۱۴ (به انگلیسی: 12414 Bure، نامگذاری:1995SR29) دوازده هزار و چهارصد و چهاردهمین سیارک کشف شده‌است که در ۲۶ سپتامبر ۱۹۹۵ کشف شد.
قدر مطلق سیارک برابر ۱۴٫۶۰ است.